# Рони Туријаф
Рони Туријаф (фр. Ronny Turiaf; Ле Робер, Француска, 13. јануар 1983) бивши је француски кошаркаш. Играо је на позицији центра.